# 12579 Ceva
12579 Ceva (1999 RA28) là một tiểu hành tinh vành đai chính.